# Протасий
Прота́сий, Прота́с — мужское имя греческого происхождения. Предположительно происходит от греч. protassō — стоящий в первом строю; передовой, передний. Именины празднуются 27 (14) октября. Народная форма этого имени Протас дала русскую фамилию Протасов, а церковная форма Протасий однокоренную фамилию Протасьев. В белорусском, украинском и польском языках дало фамилию Протасевич. Образует отчества Протасович, Протасовна от формы Протас, а от формы Протасий – отчества Протасиевич, Протасьевич для мужчин и Протасиевна, Протасьевна для женщин.

## Известные носители имени
- Протасий — раннехристианский мученик I-II веков.
- Протасий (ум. 1520) — епископ Рязанский и Муромский с 1497 года.
- Протасий Фёдорович (ум. после 1332 года) — боярин, московский тысяцкий, один из ближайших сподвижников Ивана I Калиты.